# Alan Bennett
Alan Bennett (ur. 9 maja 1934 w Leeds) – brytyjski aktor i pisarz, autor licznych publikacji, tłumaczeń, utworów scenicznych.
Urodził się jako syn Lilian Mary Peel i Waltera Bennetta. W latach 1946–52 uczęszczał do Leeds Modern School. W 1957 ukończył studia na wydziale historii współczesnej w Exeter College na Uniwersytecie Oksfordzkim. W latach 1957–59 uczęszczał do Joint Services School for Linguists w Cambridge i Bodmin. W latach 1960–62 był wykładowcą w Magdalen College w Oxford University.
Szczególnie ceniony jest za sztuki The Madness of George III oraz The History Boys. Za tę ostatnią został wyróżniony trzema nagrodami Olivier Awards oraz sześcioma Tony Awards.
Od 2007 roku członek honorowy angielskiego stowarzyszenia The Coterie. Jest gejem.